# Campionato Pernambucano 2023
Il Campionato Pernambucano 2023 (ufficialmente Pernambucano 2023 Betnacional per ragioni di sponsorizzazione) è stata la 109ª edizione della massima serie del Campionato Pernambucano. La stagione è iniziata il 7 gennaio 2023 e si è conclusa il 22 aprile successivo.

## Stagione

### Novità
Al termine della stagione 2022, sono retrocesse in Segunda Divisão Sete de Setembro e Vera Cruz. Dalla seconda divisione, invece, sono state promosse Belo Jardim, Central-PE, Maguary-PE, Porto-PE e Petrolina.

### Formato
Le tredici squadre si affrontano dapprima in una prima fase, consistente in un girone da tredici squadre. Le prime due classificate di tale girone, accederanno alle semifinali della seconda fase che decreterà la vincitrice del campionato. Le squadre piazzatesi tra la terza e la sesta posizione, parto dai quarti di finale della suddetta fase e ultime quattro classificate, retrocedono in Série A2.

## Risultati

### Prima fase
|  | Pos. | Squadra      | Pt | G  | V | N | P  | GF | GS | DR  |
|  | ---- | ------------ | -- | -- | - | - | -- | -- | -- | --- |
|  | 1.   | Sport Recife | 30 | 12 | 9 | 3 | 0  | 29 | 6  | +23 |
|  | 2.   | Retrô        | 27 | 12 | 8 | 3 | 1  | 24 | 5  | +19 |
|  | 3.   | Náutico      | 25 | 12 | 7 | 4 | 1  | 20 | 8  | +12 |
|  | 4.   | Petrolina    | 19 | 12 | 5 | 4 | 3  | 15 | 12 | +3  |
|  | 5.   | Santa Cruz   | 18 | 12 | 4 | 6 | 2  | 15 | 13 | +2  |
|  | 6.   | Salgueiro    | 16 | 12 | 4 | 4 | 4  | 11 | 11 | 0   |
|  | 7.   | Central-PE   | 14 | 12 | 3 | 5 | 4  | 12 | 15 | –3  |
|  | 8.   | Porto-PE     | 14 | 12 | 2 | 8 | 2  | 6  | 5  | +1  |
|  | 9.   | Maguary-PE   | 13 | 12 | 2 | 7 | 3  | 12 | 14 | –2  |
|  | 10.  | Íbis         | 12 | 12 | 3 | 3 | 6  | 13 | 22 | –9  |
|  | 11.  | Afogados     | 11 | 12 | 2 | 5 | 5  | 13 | 19 | –6  |
|  | 12.  | Belo Jardim  | 5  | 12 | 1 | 2 | 9  | 9  | 26 | –17 |
|  | 13.  | Caruaru City | 2  | 12 | 0 | 2 | 10 | 4  | 27 | –23 |

Legenda:
      Ammessa alle semifinali della fase finale.
      Ammessa ai quarti di finale della fase finale.
      Retrocesse in Série A2 2024
Note:
Tre punti a vittoria, uno a pareggio, zero a sconfitta.

### Seconda fase

#### Quarti di finale
| Squadra 1 | Risultato         | Squadra 2  |
| --------- | ----------------- | ---------- |
| Petrolina | 1 – 1 (5-4 dtr)   | Santa Cruz |
| Náutico   | 1 – 1 (13-14 dtr) | Salgueiro  |

#### Semifinali
| Squadra 1    | Risultato | Squadra 2 |
| ------------ | --------- | --------- |
| Sport Recife | 2 – 0     | Petrolina |
| Retrô        | 3 – 1     | Salgueiro |

#### Finale
| Squadra 1    | Totale | Squadra 2 | Andata | Ritorno |
| ------------ | ------ | --------- | ------ | ------- |
| Sport Recife | 4 – 1  | Retrô     | 2 – 1  | 2 – 0   |